# União das Freguesias de Algoso, Campo de Víboras e Uva
Die União das Freguesias de Algoso, Campo de Víboras e Uva ist eine portugiesische Gemeinde (Freguesia) im Kreis (Concelho) Vimioso, Distrikt Bragança, im Nordosten Portugals.

## Geschichte
Die Gemeinde entstand im Zuge der Gebietsreform vom 29. September 2013 durch die Zusammenlegung der ehemaligen Gemeinden Algoso, Vilarinho das Azenhas und Uva.
Algoso wurde Sitz der neuen Verwaltung.

## Demographie

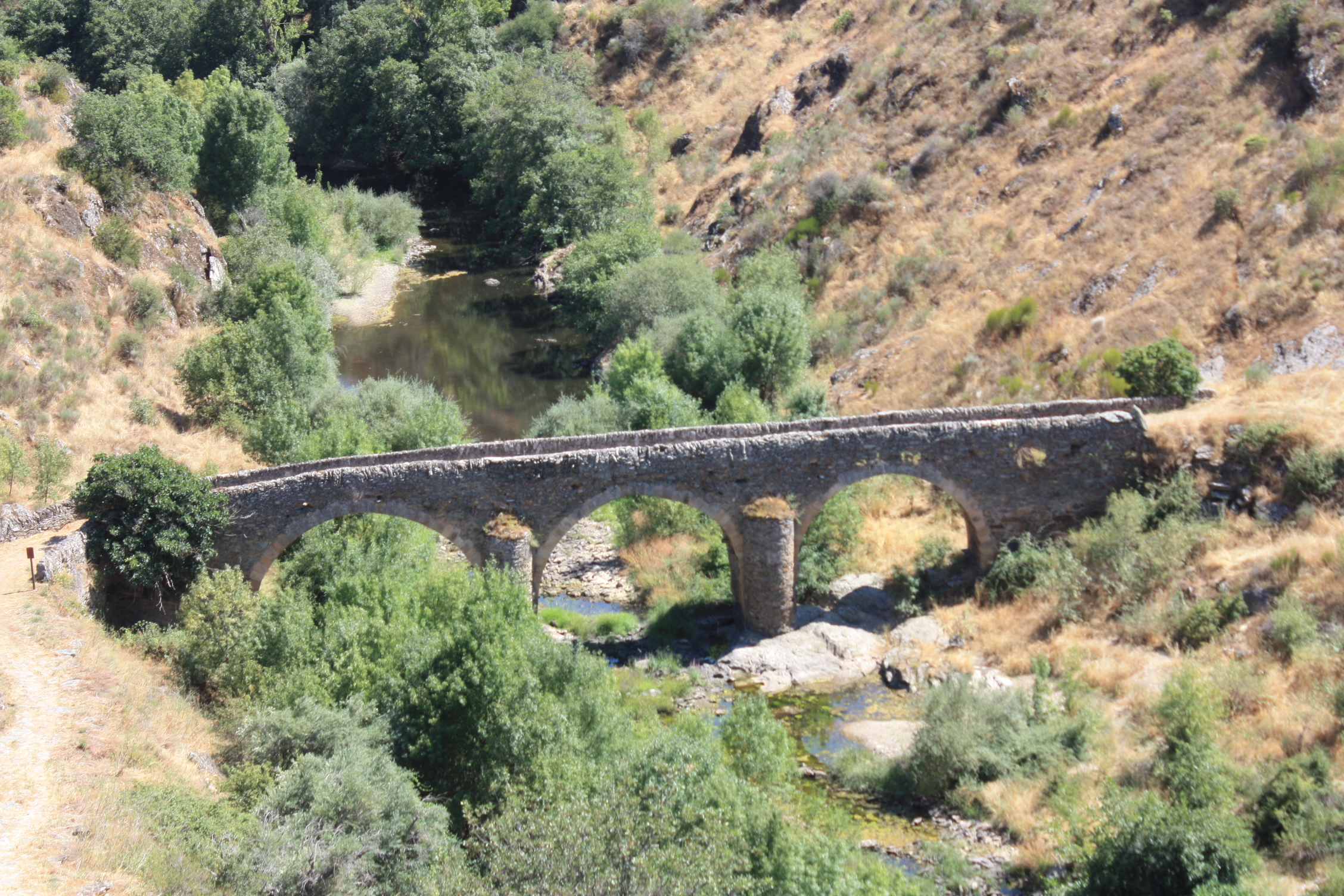
Die mittelalterliche Brücke von Algoso

| Freguesia | Freguesia                      | Freguesia | Freguesia       | ehemalige Freguesias | ehemalige Freguesias | ehemalige Freguesias | ehemalige Freguesias |
| --------- | ------------------------------ | --------- | --------------- | -------------------- | -------------------- | -------------------- | -------------------- |
| Wappen    | Freguesia                      | Einwohner | Fläche in (km²) | Wappen               | Freguesia            | Einwohner            | Fläche in (km²)      |
|           | Algoso, Campo de Víboras e Uva | 490       | 96,53           |                      | Algoso               | 281                  | 37,16                |
|           | Algoso, Campo de Víboras e Uva | 490       | 96,53           | Campo de Víboras     | 155                  | 24,84                |                      |
|           | Algoso, Campo de Víboras e Uva | 490       | 96,53           | Uva                  | 131                  | 34,59                |                      |